# Macromidia samal
Macromidia samal är en trollsländeart som beskrevs av James George Needham och Gyger 1937. Macromidia samal ingår i släktet Macromidia och familjen skimmertrollsländor. IUCN kategoriserar arten globalt som livskraftig. Inga underarter finns listade i Catalogue of Life.